# Giovanni Angelo D'Amato
Giovanni Angelo D'Amato (Maiori, ... – ...; fl. XVI-XVII secolo) è stato un pittore italiano.

## Biografia
Nato a Maiori, di Giovanni Angelo D'Amato non si conosce né la data di nascita né quella di morte: fu attivo nel periodo compreso tra la fine del XVI e l'inizio del XVIII secolo.
Una prima opera attribuita al pittore sarebbe un'Annunciazione custodita nella collegiata di Santa Maria a Mare a Maiori, tuttavia la prima opera certa è il polittico della collegiata di Santa Maria Maddalena di Atrani, realizzato nel 1576 e costato 120 ducati: smembrato, il trittico inferiore, Maddalena tra i santi Sebastiano e Andrea, si trova nell'abside mentre la parte superiore, Resurrezione tra i santi Pietro e Paolo, è nella sacrestia. L'anno successivo realizzò insieme a Girolamo Imparato, per Marcantonio Dulcetto, una cona, andata perduta.
Nel 1583, quando si avvicinò all'ambiente di Roma e Caprarola, dipinse un San Michele Arcangelo per la chiesa di Sant'Angelo all'Ospedale a Ravello, poi spostato nel 1658 nel duomo, e nel 1588 concluse Madonna del Rosario e Misteri, andata perduta.
Una fitta attività è documentata nel periodo compreso tra il 1595 e il 1615, quando collaborò nuovamente con Girolamo Imparato e con Francesco Curia: si tratta di opere presenti per lo più a Napoli, come il Martirio di santa Caterina nella cappella Tomacelli o di Santa Caterina d'Alessandria della basilica di San Domenico Maggiore, nella costiera sorrentina e amalfitana e in Calabria, assumendo un stile vicino ai pittori della Controriforma.

## Opere

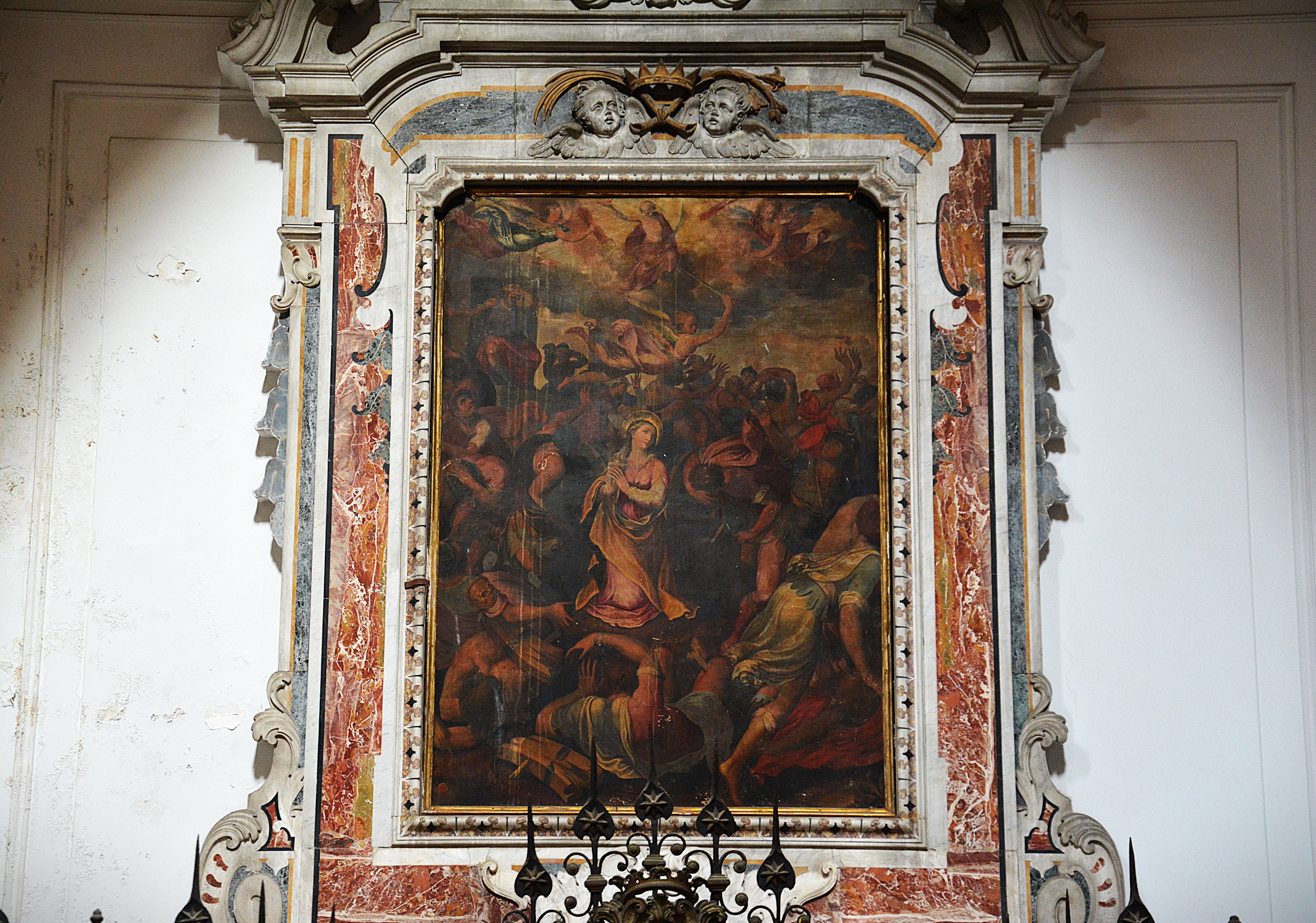
Matririo di santa Caterina nella cappella omonima della basilica di San Domenico Maggiore

- Maddalena tra i santi Sebastiano e Andrea - collegiata di Santa Maria Maddalena, Atrani (1576)[3]
- Resurrezione tra i santi Pietro e Paolo - collegiata di Santa Maria Maddalena, Atrani (1576)[3]
- San Michele Arcangelo - duomo di Santa Maria Assunta e San Pantaleone, Ravello (1583)[4]
- Madonna del Rosario e Misteri - perduta (1588)
- Martirio di santa Caterina - basilica di San Domenico Maggiore, Napoli
- Annunciazione (attribuita) - collegiata di Santa Maria a Mare, Maiori
- Madonna del Rosario coi Misteri - Museo diocesano, Vallo della Lucania
- Madonna della Sanità - chiesa di San Francesco di Paola, Tropea
- Madonna degli Angioli - basilica dell'Eremo, Reggio Calabria
- San Francesco d'Assisi - santuario del Santissimo Crocifisso, Cosenza
- Sant'Antonio abate - santuario del Santissimo Crocifisso, Cosenza
- Assunzione di Maria - chiesa di Santa Maria Assunta, Amalfi[5]
- Madonna di Costantinopoli fra santi - chiesa dell'Immacolata Concezione, Napoli[6]
- Visione di San Romualdo - chiesa dell'eremo dei Camaldoli, Napoli[7]